# إلياس دوس سانتوس بوينو
إلياس دوس سانتوس بوينو (بالبرتغالية: Elias dos Santos Bueno‏) هو لاعب كرة قدم برازيلي، ولد في 17 سبتمبر 1993 في بورتو أليغري في البرازيل. لعب مع Clube Esportivo Aimoré ‏.

## وصلات خارجية
- إلياس دوس سانتوس بوينو على موقع قاعدة بيانات كرة القدم.إي يو (الإنجليزية)
- إلياس دوس سانتوس بوينو على موقع Soccerway.com (الإنجليزية)